# 堺リベラル中学校・高等学校
堺リベラル中学校・高等学校（さかいリベラルちゅうがっこう・こうとうがっこう）は、大阪府堺市堺区浅香山町一丁にある私立中学校・高等学校。

## 概要
学校法人愛泉学園が運営する私立女子校である。系列の堺女子短期大学および香ヶ丘リベルテ高等学校とは同じ敷地内に立地する。
中学校は2009年に開校し、高等学校は2018年に開校した。高等学校では表現教育科を設置している。
ダンス、声優、演技、楽器などといった分野の表現教育に力を入れている。

## 沿革
学校の源流は、旧制大阪府立堺高等女学校（現在の大阪府立泉陽高等学校）の同窓会「愛泉会」が1922年9月21日に設立した堺愛泉女学校に遡る。
戦後の学制改革により､愛泉高等学校の名称を経て堺女子高等学校となり、堺女子高等学校に附設する系列中学校として2009年に堺リベラル中学校が開校した。
堺リベラル中学校に接続する形で教育活動をおこなう高等学校として、2018年に堺リベラル高等学校が開校した。高等学校は、従来の香ヶ丘リベルテ高等学校（2012年に堺女子高等学校より改編）の表現教育科を独立校として分離させる形で設置した。2018年度の高等学校発足時は、入試で募集した1年のほか、香ヶ丘リベルテ高等学校表現教育科の在校生を2-3年として転入させた形になった。

### 年表
- 2009年 - 堺リベラル中学校が開校。堺女子高等学校に併設。
- 2012年 - 香ヶ丘リベルテ高等学校（同年堺女子高等学校より改称）に表現教育科を設置。
- 2016年12月22日 - 大阪府私立学校審議会が、堺リベラル高等学校の設置を認可[2]。
- 2018年 - 香ヶ丘リベルテ高等学校表現教育科が分離独立する形で堺リベラル高等学校が開校。堺リベラル中学校との中高一貫教育開始。

## 交通
- JR阪和線浅香駅 西へ約650m、または堺市駅 北へ約950m。
- 南海高野線浅香山駅 南西へ約1.1km。
- 南海バス 愛泉学園前バス停